# 阿尔戈斯
阿尔戈斯，是希腊伯罗奔尼撒大区阿尔戈利斯专区阿尔戈斯-迈锡尼市镇的市区及城市，位于伯罗奔尼撒半岛的东北部。阿尔戈斯是欧洲最古老的連續有人居住的城市，在約5000年的历史中先後見證了古希腊人、罗马人、法兰克人、威尼斯人和奥斯曼帝国的影响。
原为单独的市镇，2011年地方政府改革后阿尔戈斯与其他7个市镇合并为阿尔戈斯-迈锡尼市镇，并称为新市镇的一个市区及行政中心。阿尔戈斯市区（即原阿尔戈斯市镇）的面积为138.138平方公里，2021年人口数量为26,069人。

## 历史
在希腊神话中阿尔戈斯是一座非常重要的城市，传说达那俄斯出逃古埃及后成为阿尔戈斯的统治者；他的儿子阿德剌斯托斯是攻打忒拜的七个国王之一和唯一的幸存者。在荷马史诗中狄俄墨得斯是阿尔戈斯的国王。
最早的考古发现证明在新石器时代这里就已经有人居住了，迈锡尼文明时期这里的山上已经建立了一座城堡。多利安人也在这里留下了他们的痕迹，並建立了一座阿波罗神庙。

### 古代
由公元前6世纪开始，阿尔戈斯始终与斯巴达竞争或受斯巴达的控制，两者之间的斗争从公元前8世纪就开始了。前494年在阿尔戈斯在梯林斯附近战败于斯巴达，使得两个城市成为仇人，但是在前468年阿尔戈斯消灭了梯林斯。在希波战争中阿尔戈斯持中立。前460年阿尔戈斯获得了一个民主的宪法。前451年它与斯巴达签署了一个30年和平条约。
在伯罗奔尼撒战争中阿尔戈斯与雅典联盟，但这个联盟并未给阿尔戈斯带来任何好处；此后阿尔戈斯与科林斯组成了一个联邦国，在前371年的留克特拉战役中一起战败了斯巴达。由腓力二世建立的马其顿帝国的亚历山大三世死后阿尔戈斯陷入其它国家的影响，前146年它投入罗马共和国，从此它的地位就不重要了。
公元前500年左右阿尔戈斯有约3万居民，市内有完整的下水道系统。阿尔戈斯的剧院可以容纳2万观众，它完全是从山的岩石中凿出来的。

### 中世纪
为了加强对伯罗奔尼撒半岛的保护，阿尔戈斯山上的城堡于12世纪的东罗马帝国科穆宁王朝时期獲得強化。1463年奥斯曼帝国军队占领阿尔戈斯；从1686年到1716年威尼斯人重占阿尔戈斯，但此后一直到1821年阿尔戈斯被奥斯曼帝国占领。

### 近代
希腊独立后第一次国民会议是在阿尔戈斯召开的。1821年改到纳夫普利翁。
今天阿尔戈斯是一个旅遊胜地。阿尔戈斯地区的主要经济来自于农业。

## 地理

### 氣候
阿尔戈斯為地中海炎夏氣候，是希臘夏季最熱的地方之一。
| Argos (38m)                                                          | Argos (38m) | Argos (38m) | Argos (38m) | Argos (38m) | Argos (38m) | Argos (38m) | Argos (38m) | Argos (38m) | Argos (38m) | Argos (38m) | Argos (38m) | Argos (38m) | Argos (38m)   |
| 月份                                                                 | 1月         | 2月         | 3月         | 4月         | 5月         | 6月         | 7月         | 8月         | 9月         | 10月        | 11月        | 12月        | 全年          |
| -------------------------------------------------------------------- | ----------- | ----------- | ----------- | ----------- | ----------- | ----------- | ----------- | ----------- | ----------- | ----------- | ----------- | ----------- | ------------- |
| 平均高温 °C（°F）                                                    | 13.6 (56.5) | 15.5 (59.9) | 18.8 (65.8) | 20.3 (68.5) | 25.9 (78.6) | 31.7 (89.1) | 34.4 (93.9) | 35 (95)     | 31.1 (88.0) | 26.5 (79.7) | 20.5 (68.9) | 16 (61)     | 24.1 (75.4)   |
| 平均低温 °C（°F）                                                    | 4.5 (40.1)  | 5.7 (42.3)  | 7.5 (45.5)  | 9.8 (49.6)  | 13 (55)     | 18.4 (65.1) | 21.4 (70.5) | 22.5 (72.5) | 19.3 (66.7) | 15.1 (59.2) | 11.7 (53.1) | 8 (46)      | 13.1 (55.5)   |
| 平均降水量 mm（）                                                    | 100 (3.9)   | 70 (2.8)    | 71 (2.8)    | 72.6 (2.86) | 12.4 (0.49) | 12.9 (0.51) | 16.3 (0.64) | 6.9 (0.27)  | 14.8 (0.58) | 32 (1.3)    | 84.7 (3.33) | 100 (3.9)   | 593.6 (23.38) |
| 来源：http://penteli.meteo.gr/stations/argos/ (2019 – 2020 averages) |             |             |             |             |             |             |             |             |             |             |             |             |               |

## 友好城市
- 法國 阿布维尔